# Le Cru du Clocher
Le Cru du Clocher est un fromage au lait cru québécois lancé en 1998 par la fromagerie artisanale Fromage au Village située à Lorrainville au Témiscamingue. Il a été le premier fromage canadien inscrit à L'Arche du goût.

## Origine
Christian Barette et sa conjointe, Hélène Lessard, se trouvaient la quatrième génération à exploiter la ferme Barrette, une ferme laitière située à l'entrée ouest du village de Lorrainville. Ils ont entrepris de mettre en valeur le lait de leurs 50 vaches en démarrant une fromagerie artisanale en 1996. Pour en apprendre davantage sur la fabrication du fromage, ils ont fait appel aux descendants de la famille Lafrenière dont la fromagerie, la dernière au Témiscamingue, avait fermé ses portes en 1972.

## Fabrication
Un an après le lancement du Cru du Clocher, en décembre 1999, un incendie a ravagé l'étable et décimé le troupeau de vaches. Les propriétaires ont alors pris entente avec quatre producteurs laitiers du voisinage pour s'approvisionner en lait et poursuivre la production de fromage. Ceux-ci ont été sélectionnés en fonction de l'alimentation des vaches et de la qualité de leur lait.
Ce cheddar de lait cru est fabriqué avec du lait non pasteurisé. Il est ensuite vieilli pendant six mois. Cette méthode patrimoniale de fabrication a été importée au Témiscamingue dans les années 1800 par les premiers colons venus du Sud de la province de Québec. Elle le distingue des cheddars industriels, fabriqués au Canada avec du lait pasteurisé, par la subtilité de ses arômes et saveurs .
Le Cru du Clocher se décline en trois différentes versions : le Cru du Clocher, le Cru du Clocher réserve 2 ans et le Cru du Clocher crème de cassis

## Distribution
Le Cru du Clocher est disponible dans les grandes chaînes d'épicerie et dans les boutiques spécialisées. Environ 70% de sa production est distribuée au Québec et dans le Nord-Est ontarien. Le reste, 30 %, est vendu dans les mêmes types de commerces de sa région d'origine, l'Abitibi-Témiscamingue.

## Rayonnement
Le Cru du Clocher est régulièrement proposé dans des événements où les produits du terroir sont mis en valeur à l'échelle du Québec. Sa présence à la Foire gourmande de l'Abitibi-Témiscamingue et du Nord-Est ontarien était soulignée en 2002. Plus récemment, en 2017, c'était sa participation à  la Fête des Fromages d'ici à Montréal qui était relevée. Le Cru du Clocher a également été présenté dans des foires internationales en Europe, dont Terra Madre à Turin en Italie en 2016 et en 2019 à Cheese, un événement bisannuel organisé par Slow Food international, qui se tient à Bra en Italie.

## Reconnaissances
- 2016 : entrée à l'Arche du goût, un répertoire mondial du patrimoine alimentaire à protéger. L'Arche du goût a été créée par le mouvement Slow Food en 1996[10]. En février 2021, 5688 produits provenant de 150 pays y étaient recensés. Sur ce nombre, 40 provenaient du Canada, dont 16 de la province de Québec[11].
- Décembre 2020 : retenu pour faire partie du calendrier de l'Avent regroupant 15 fromages fins à l'échelle du Québec[12].

## 25 ans pour la fromagerie
La Fromagerie au Village, qui fabrique le Cru du Clocher, a célébré son 25e anniversaire en septembre 2021. Le formage de lait cru avait été le second produit mis en marché par la fromagerie, qui avait d'abord développé une production locale de fromage en grains.